# 周裕穎
周裕穎（Justin Chou，1977年3月31日—），臺灣服裝設計師，為JUST IN XX與Luxxury Godbage品牌共同創始人及負責人。畢業於道明中學、輔仁大學織品服裝學系、義大利米蘭多莫斯設計學院與英國威爾斯大學（University of Wales）服裝設計雙碩士學位。為誠品書店首位簽下之文創跨界設計師。曾擔任2021 東京奧運中華代表團進場服裝設計師。

## 簡介
周裕穎為臺灣第一位登上紐約官方時裝週的本土時裝設計師，獲Vogue Italia 譽為紐約時裝週 Best of Talents，並曾於國內外大型服裝設計獎項數次奪獎。曾經擔任臺北時裝週副召集人、臺灣金點新秀設計獎召集人、輔仁大學 織品服裝學院 織品服裝學系 副教授級專業技術人員、GASE X 天下雜誌 U20 國際青年論壇╴減塑減廢培訓工作坊導師、NIKE 永續工作坊導師。
於 2014 年成立個人品牌 Just In Case（2018 年更名為 JUST IN XX），已六度登上紐約時裝週舉辦發表，並曾與國立故宮博物院、國立歷史博物館推出品牌聯名系列。並於 2019年成立永續時尚支線品牌 Luxxury Godbage by JUST IN XX，品牌成立以來曾和NIKE、LEVI'S、Johnnie Walker 等品牌合作。
他的作品包括： 2021 東京奧運 中華代表團進場服、裝備與主視覺設計、國立故宮博物院雙品牌「SuperlinXX 超脫」計畫、國立歷史博物館史博浪漫大飯店紋樣授權展。

## 資料來源
1. ↑  . Bella儂儂. 2021-05-17  [2021-07-23]. （原始内容存档于2022-01-08）.
2. ↑  . 中央通訊社. 2019-10-01  [2021-07-23]. （原始内容存档于2022-01-08）.
3. 1 2  . 遠見雜誌. 2021-07-22  [2021-07-23]. （原始内容存档于2022-01-08）.
4. ↑  . Bella儂儂. 2019-11-25  [2021-07-23]. （原始内容存档于2022-04-14）.
5. ↑  . 自由時報. 2019-10-01  [2021-07-23]. （原始内容存档于2022-01-08）.
6. ↑  . VOGUE. 2020-02-26  [2021-07-23]. （原始内容存档于2022-01-08）.
7. ↑  . WE People 東西名人雜誌. 2021-03-11  [2021-07-23]. （原始内容存档于2022-01-08）.
8. ↑  . 金點設計獎. 2019-05-01  [2021-07-23]. （原始内容存档于2022-01-08）.
9. ↑  . 天下雜誌. 2020-08-24  [2021-07-23].
10. ↑  . VOGUE. 2020-02-14  [2021-07-23]. （原始内容存档于2022-01-08）.
11. 1 2  . VOGUE. 2018-02-09  [2021-07-23]. （原始内容存档于2021-04-17）.
12. 1 2  . 中央通訊社. 2017-09-11  [2021-07-23]. （原始内容存档于2017-09-12）.
13. ↑  . VOGUE. 2020-09-30  [2021-07-23]. （原始内容存档于2022-01-08）.

## 外部連結
- JUST IN XX 官網 （页面存档备份，存于）
- JUST IN XX 的 Facebook 專頁
- JUST IN XX 的 Instagram 帳戶
- Luxxury Godbage 的 Instagram 帳戶